# Sníženina
Sníženina (či deprese) je vhloubený (konkávní) povrchový tvar, nořící se pod své okolí. Morfografické typy sníženin jsou definovány např. vztahem délky k šířce jejich dna. Sníženiny mohou být okrajovými svahy zcela uzavřeny (např. závrty v krasových oblastech).
Sníženina klesající pod úroveň hladiny moře se nazývá proláklina.
Tzv. visuté sníženiny jsou sníženinami vůči okolním vyvýšeninám, ale zároveň jsou vyvýšeninami vůči okolním sníženinám. Visutými sníženinami jsou např. sedla, visutá údolí, apod.